# Eleccions legislatives italianes de 1972
Les Eleccions legislatives italianes de 1972 se celebraren el 7 de maig.

## Cambra dels Diputats
|                | total      | percentatge (%) |                  |
| -------------- | ---------- | --------------- | ---------------- |
| Electors       | 37.049.654 |                 |                  |
| Votants        | 34.524.106 | 93,2            | (sobre electors) |
| Vots vàlids    | 33.414.779 | 96,8            | (sobre votants)  |
| Vots no vàlids | 1.109.327  | 3,2             | (sobre votants)  |
| En blanc       | 600.883    | 1,7             | (sobre votants)  |

| ← Eleccions legislatives italianes, 1972 →          |            |        |        |
| Partits                                             | vots       | %      | escons |
| Democràcia Cristiana Italiana (DC)                  | 12.919.270 | 38,66  | 266    |
| Partit Comunista Italià (PCI)                       | 9.072.454  | 27,15  | 179    |
| Partit Socialista Italià (PSI)                      | 3.210.427  | 9,61   | 61     |
| Moviment Social Italià - Dreta Nacional (MSI-DN)    | 2.896.762  | 8,67   | 56     |
| Partit Socialista Democràtic Italià (PSDI)          | 1.717.539  | 5,14   | 29     |
| Partit Liberal Italià (PLI)                         | 1.297.105  | 3,88   | 20     |
| Partit Republicà Italià (PRI)                       | 954.597    | 2,86   | 15     |
| Partit Socialista Italià d'Unità Proletària (PSIUP) | 648.763    | 1,94   | 0      |
| Südtiroler Volkspartei (SVP)                        | 153.764    | 0,46   | 3      |
| Manifesto                                           | 224.288    | 0,67   | 0      |
| Moviment Polític dels Treballadors (MPL)            | 120.061    | 0,36   | 0      |
| Partit Comunista (marxista-leninista) Italià        | 85.838     | 0,26   | 0      |
| Grup Progressista (de la Vall d'Aosta)              | 32.192     | 0,10   | 1      |
| altres                                              | 81.719     | 0,24   | 0      |
| Total                                               | 33.414.779 | 100,00 | 630    |

## Senat d'Itàlia
|                | total      | percentual (%) |                    |
| -------------- | ---------- | -------------- | ------------------ |
| Electors       | 33.932.895 |                |                    |
| Votants        | 31.454.873 | 92,7           | (su n. elettori)   |
| Vots vàlids    | 30.114.906 | 95,7           | (su n. votanti)    |
| Vots no vàlids | 1.339.967  | 4,3            | (sobre n. votants) |
| Vots en blanc  | 872.932    | 2,8            | (s/n. votants)     |

| Partits                                                                              | vots       | vots (%) | escons |
| ------------------------------------------------------------------------------------ | ---------- | -------- | ------ |
| Democràcia Cristiana Italiana (DC)                                                   | 11.466.701 | 38,08    | 135    |
| Partit Comunista Italià (PCI) - Partit Socialista Italià d'Unitat Proletària (PSIUP) | 8.475.141  | 28,14    | 94     |
| Partit Socialista Italià (PSI)                                                       | 3.225.804  | 10,71    | 33     |
| Moviment Social Italià - Dreta Nacional (MSI-DN)                                     | 2.737.695  | 9,09     | 26     |
| Partit Socialista Democràtic Italià (PSDI)                                           | 1.613.603  | 5,36     | 11     |
| Partit Liberal Italià (PLI)                                                          | 1.316.058  | 4,37     | 8      |
| Partit Republicà Italià (PRI)                                                        | 917.989    | 3,05     | 5      |
| Südtiroler Volkspartei (SVP)                                                         | 102.018    | 0,34     | 2      |
| Grup Progressista (de la Vall d'Aosta)                                               | 29.667     | 0,10     | 1      |
| altres                                                                               | 230.230    | 0,76     | 0      |
| Total                                                                                | 30.114.906 | 100,00   | 315    |